# Йоганн Ґлойзнер
Йо́ганн Ґло́йзнер (нім. Johann Gloisner, 9 квітня 1808, Львів — ?) — піонер фотографії у Західній Україні, доктор медицини.

## Біографія
Народився в сім'ї Антона Ґлойзнера (1782—1855), викладача фізики, математики та природознавства у Львівському університеті. У 1832-му Йоганн Ґлойзнер закінчив медичний факультет Віденського університету і 9 липня цього ж року захистив докторську дисертацію: лат. «Dissertatio inauguralis medica sistens morbos mammarum muliebrium». У 1833—1834 роках він виконував обов'язки завідувача кафедри спеціального природознавства. Упродовж 1834—1835 року він читав у першому семестрі вступ до медично-хірургічних студій і до мінералогії (нім. «Einleitung in das medicinischchirurgische Studium, und Mineralogie»), а в другому — курс зоології та мінералогії. 8 березня 1836 року він очолив кафедру підготовчих наук для майбутніх хірургів у Львівському університеті й обіймав цю посаду принаймні до 1842 року. У 1836–1848 роках Ґлойзнер викладав у цьому навчальному закладі фізику, хімію, ботаніку та натуральну історію.
1839 року, на базі креслень, опублікованих у газеті, він сконструював апарат для дагеротипії. Того ж року зробив перший дагеротип з вікна будинку № 24 на вулиці Панській (тепер вулиця Винниченка, друга адреса — № 1 на вулиці Лисенка). Темою перших знімків були краєвиди Львова. У 1840–1842 роках замінив саморобний пристрій апаратом Фойхтлендера й почав виготовляти портрети. Працював над вдосконаленням дагеротипії. 1841 року експонував роботи у вітрині книгарні Едварда Віняжа на площі Ринок, 2. Поширеним є неправильне написання прізвища як Глейзнер, ймовірно впроваджене 1896 року через помилку Станіслава Шнюр-Пепловського у книжці «Obrazy z przeszłości Galicji i Krakowa (1772—1858)».